# メリー・ジェーン・ワトソン
メリー・ジェーン・ワトソン（Mary Jane Watson）は『スパイダーマン』の登場人物。

## 経歴
通称はMJ。職業は女優、モデル。様々な恋人と付き合った後にスパイダーマンであるピーター・パーカーの恋人になった。メイデイ・パーカーの母でもある。
脚本家を志すフィリップと演劇科の学生マデリーン・ワトソンの間に生まれる。後に夢に行き詰まったフィリップが家庭内で暴力をし始めたため、マデリーンは夫を置いて2人の娘とともに家を出た。その後も姉のゲイルが夫に捨てられ、生活に苦しんでメリー・ジェーンを頼ってくるなど苦労が絶えなかった。
このような人生を送ってきたことにより、本当の自分の感情を覆い隠すような幅広い演技のスキルを身に付けた。これが女優としての仕事に役立つことになる。

## 他のメディア
実写では茶髪のイメージが多いが、アニメでは特に1994年版ではコミックに寄せたような赤髪で描かれているが、1967年版ではブロンド髪で描かれており、ゲームでもPS1版では赤髪で描かれていることがあったが、以降は茶髪で描かれている。なお、アニメ版での日本語版声優は判明分のみ記載しているが、検証可能な部分のみである。

### 映画

#### サム・ライミ三部作
キルスティン・ダンストが演じる。吹き替えは岡寛恵が担当。 
- 『スパイダーマン』 - ハリー・オズボーンと付き合う。
- 『スパイダーマン2』 - 舞台女優になって、ジョン・ジェイムソンと婚約する。
- 『スパイダーマン3』 - ピーターと付き合う。（日本テレビ版放送の金曜ロードショーでの吹き替えは北乃きいが担当。）

#### MCU版
『マーベル・シネマティック・ユニバース』（MCU）では、ゼンデイヤが演じる。吹き替えは真壁かずみが担当。ニックネームは原作コミックスと同様に“MJ”だが、フルネームが“ミシェル・ジョーンズ・ワトソン（Michelle Jones-Watson）”に変更されており、女優やモデルの職にもついていない。

##### キャラクター像
ピーター・パーカー/スパイダーマンのクラスメイトであり、“ミッドタウン高校”に通う褐色の肌とソバージュの髪型が特徴の女子高生。学力コンテスト・チームの一員でもある。良く表現すると博識且つ勉強熱心でクール、露骨に表現すると掴みどころがなく、少々根暗かつ、一匹狼にも見える変わり者で、ブラックジョークをよく織り交ぜた独特な口ぶりで話し相手を困惑させることも多い。友達はいないと自称していたが、ピーターには関心を持っており、現在では彼がスパイダーマンであると知ると共に恋愛関係になった。同時にネッド・リーズを含むクラスメイトたちとも健全な友好関係を築いている。特技は似顔絵を描くこと。また、『ブラック・ダリア事件』を愛好している。

##### 各作品での描写
『スパイダーマン:ホームカミング』
MCU初登場の本作における彼女は、ピーターとの仲は悪くないものの何かに付けて側に現れ皮肉を言うほか、学力コンテストで自身の解答でチームを優勝に導き、ホームカミング・パーティでは彼の姿を見るなり中指を立てる様子も見せた。
物語のラストでは、学力コンテスト・チームの新キャプテンに選ばれ、チームの皆を友と認めて、自身のニックネームが“MJ”であると明言する。
『スパイダーマン:ファー・フロム・ホーム』
本作では、ピーターやブラッド・ディヴィスから想いを寄せられており、ブラッドとは親しげに接することもあったが、結局後述の結末となる。一方でピーターがスパイダーマンの正体であると薄々感づいており、彼との仲が進展していく。これに加え、ピーターがネッドたちを救おうと放ったウェブによって引っ張り出されたホロプロジェクターを拾って新ヒーローのクエンティン・ベック/ミステリオがペテンであるとピーターに確信させたり、ベックが自分たちが狙っているかも知れないと察して、友達全員を巻き込まないためにネッドやベティ・ブラントと共にその場を離れ、襲って来たドローンを展示物のモーニングスターで叩き落とすなど、見せ場も多い。
科学史ツアーをピーターたちと楽しむ中、プラハではプラハ国立歌劇場から抜け出すピーターの後をつけて、“火のエレメンタル”が暴れる広場に直面すると、ホロプロジェクターを拾い、カレル橋をピーターと2人で歩くと彼がスパイダーマンであると気付いたことを話すと共に、プロジェクターを渡した。
後にロンドンで、ベックが操るドローン群に襲われ、ネッドたちや駆け付けたハッピー・ホーガンと共にジュエルハウスに避難し、追い詰められるが、ピーターがベックに勝利したことで難を逃れた。ピーターと再会すると、ハッピーから受け取っていたピーターからのプレゼントのブラック・ダリアのネックレスが割れてしまったことに落ち込んだピーターに、「欠点がある方が好き」と励まし、キスを交わしてカップルとなった。
帰国時にも空港でピーターと手を繋ぎながら歩き、後日スパイダーマン・スーツ姿のピーターに抱きつきながら市内をスイングするデートを行なって悲鳴を上げるが、8番街に降りたところで、スパイダーマンの正体を公開するニュース映像に直面する。
『スパイダーマン:ノー・ウェイ・ホーム』
本作では、スパイダーマンの正体がニュースで暴露された上にピーターが冤罪をかけられたとばっちりで、自身もネッドやメイ、ハッピーと同様に立場が悪くなってしまう。それでも“ダメージ・コントロール局”による尋問で「話は弁護士同席で！」・「その手には乗らない」と図太い神経で向き合ったり、スティーヴン・ストレンジ/ドクター･ストレンジに「頼み事をする時はもっと良い頼み方があるんじゃない？」と物怖じせずに意見したり、ネッドとの凸凹ぶりも見せてピーターから「助けになってない！」と突っ込みを入れられるなど、ピーターのガールフレンドとしてヒーローである彼を何があってもそばから支え続けようとする。また、ドーナツ屋でアルバイトをはじめる姿も披露する。
物語冒頭で、スパイダーマンの正体を公開するニュース映像が放送された8番街の群衆からピーターと共にスイングで飛び去り、その後はピーターの協力者としてダメージ・コントロール局に連行・尋問されただけでなく、ピーターが不起訴となっても学校の最終学年の初日に彼と登校する最中に、自分の似顔絵が描かれたTシャツを着た追っかけファンからデリカシーに欠ける質問を投げかけられ、ピーターやネッドと共に受験したMITなどの全ての大学を不合格とされてしまうなど、殺人容疑がかかったピーターのガールフレンドというレッテルだけで、数々の災難に遭ってしまった。
後にピーターの頼みを受けて、マルチバースから転移したヴィランの捜索の手伝いとして“サンクタム・サンクトラム”に赴き、ストレンジやヴィラン一同に邂逅した末に、ピーターが対立したストレンジから取り上げた“マッキナ・ディ・カダヴァス”を預かって、自分からの連絡が無かったらこれを使うようピーターから頼まれ、彼の身を案じながらネッドの自宅に赴いた。
メイの訃報を知った直後、ミッドタウン高校で失意に沈んでいたピーターをネッドと共に抱きしめ、新たに出会った並行世界から転移してきた2人のスパイダーマン（ピーター・パーカー/スパイダーマン（ピーター2）とピーター・パーカー/スパイダーマン（ピーター3））をピーターに邂逅させ、彼を再起させることに貢献した。
ヴィラン一同との決戦の準備に励むボーイフレンドのピーターに、「何があっても何処にも行かない、一緒に乗り越えよう」と意思表示して励まし、スパイダーマンズがヴィラン一同との決戦に挑んだ際には、ネッドと共にマッキナ・ディ・カダヴァスを預かり、カート・コナーズ/リザードに追われただけでなく、ノーマン・オズボーン/グリーン・ゴブリンの攻撃の余波で戦地となった自由の女神像から転落してしまうが、ピーター3に間一髪で助けられた。
そしてヴィラン一同との戦いを制したピーターがストレンジに“カフカルの魔法陣”の再発動を頼み込んで彼に関する記憶が全て失われると知らされた際には、ストレンジの魔術の再発動と、「ピーターを忘れても必ずまた見つける」と涙ながらに約束し合って跳び去るピーターをネッドと共に見届けた。
それから数週間後の物語のラストでは、ピーターの尽力で再入試を受けられたことからMITに合格し、バイト先でネッドやピーターと交流するが、ピーターに関する記憶を失っていたため、彼を「妙に話しかけて来る客」と対応して思い出すこともなく、店を後にしたピーターを一瞬だけ訝しそうに見送る。

### アニメーション映画

#### スパイダーマン：スパイダーバース シリーズ
ゾーイ・クラヴィッツが演じる。吹き替えは甲斐田裕子が担当。
- 『スパイダーマン:スパイダーバース』 - 主人公マイルス・モラレス/スパイダーマンの世界のMJ（ピーター・パーカー/スパイダーマンと結婚）と、ピーター・B・パーカー/スパイダーマンの世界のMJ（ピーター・B・パーカー/スパイダーマンと結婚後に離婚）が登場する。

### アニメ
- 『1967年のスパイダーマン』 - ペグ・ディクソンが声を担当。この作品の設定ではネッド・ステイシー（ジョージ・ステイシー）の姪という設定になっている。吹き替え声優は不明。
- 『1994年のスパイダーマン』 - サラ・バランタインが声を担当。吹き替えは甲斐田裕子が担当。
- 『スパイダーマン・アンリミテッド』 - ジェニファー・ヘイルが声を担当。吹き替えは甲斐田裕子が担当。
- 『スパイダーマン 新アニメシリーズ』 - リサ・ローブが声を担当。吹き替えは岡寛恵が担当。
- 『スペクタキュラー・スパイダーマン』 - ヴァネッサ・マーシャルが声を担当。吹き替えは世戸さおりが担当。
- 『アルティメット・スパイダーマン』 - タラ・ストロングが声を担当、吹き替えは甲斐田裕子が担当。この作品では女優ではなくてピーター・パーカーの幼馴染で、ジャーナリスト志望との設定になっている。第4シーズン（シーズン4）では、カーネイジに寄生されてカーネイジ・クイーンになり、スパイダーマンたちに助けられた。ただし、カーネイジ・クイーンから解放された後も身体にシンビオートが残っており、コナーズ博士の助力を得てカーネイジを制御し、スパイダーウーマンになった。スパイダーマン・ノワールの世界（原典はコミック版『スパイダーマン2099（英語版）』の世界のスパイダーマン）にも同じ人物がいるが、第4シーズン（シーズン4）で死亡したことが明かされた。

### ゲーム
- スパイダーマン（PS） - ジェニファー・ヘイルが声を担当。吹き替えは佐久間レイが担当。
- SPIDER-MAN（PS2・GC・Xbox） - キャット・オコナーが声を担当。吹き替えは岡寛恵が担当。
- スパイダーマン2（PS2・DS・PSP） - キルスティン・ダンストが声を担当。吹き替えは岡寛恵が担当。
- スパイダーマン3（PS2・PS3・Wii） - カリ・ウォールグレンが声を担当。吹き替えは岡寛恵が担当。
- Marvel's Spider-Man（PS4） - ローラ・ベイリーが声を担当。吹き替えは森なな子が担当。